# 1849 dans les chemins de fer
Chronologie des chemins de fer
1848 dans les chemins de fer - 1849 - 1850 dans les chemins de fer

## Évènements

### Février
- 26 février.  France :   inauguration de la section de ligne de Compiègne à Noyon (ligne de Creil à Saint-Quentin) par la Compagnie du chemin de fer du Nord.

### Juillet
- 5 juillet.  France :   inauguration de la section de ligne de Paris à Meaux par la Compagnie du chemin de fer de Paris à Strasbourg.
- 12 juillet.  France :   inauguration de la section de ligne de Viroflay RG à Chartres sur la ligne de Paris-Montparnasse à Brest.

### Août
- 1er août.  France :   inauguration de la section de ligne de Saumur à Angers par la Compagnie du chemin de fer de Tours à Nantes.
- 12 août, France : inauguration de la ligne de chemin de fer de Paris à Lyon.
- 26 août.  France :   inauguration de la section de ligne de Meaux à Épernay par la Compagnie du chemin de fer de Paris à Strasbourg.

### Octobre
- 21 octobre.  France :   inauguration de la section de ligne de Noyon à Chauny (ligne de Creil à Saint-Quentin) par la Compagnie du chemin de fer du Nord.

### Novembre
- 10 novembre.  France :   inauguration de la section de ligne d'Épernay à Châlons par la Compagnie du chemin de fer de Paris à Strasbourg.

## Naissances
- x

## Décès
- x